# Människor
Ej att förväxla med den moderna människan (Homo sapiens), se Människa.
Människor (Homo) är ett släkte primater inom familjen människoapor med en nu levande art, människan eller den moderna människan (Homo sapiens). Det äldsta fossilet av släktet Homo är en 2,8 miljoner år gammal underkäke som presenterades i forskningspublikationer 2015. Platsen var i ett öppet landskap med gräs, buskar och lite skog, i närheten av en sjö med flodhästar, krokodiler och fisk. Fyndet gjordes i samma del av Etiopien som det 3,2 miljoner år gamla fyndet Lucy upptäcktes, vilket ger stöd för hypotesen att släktet Homo kan ha utvecklats från arten Australopithecus afarensis i släktet Australopithecus, som  Lucy tillhörde. Släktet Homo hade större hjärna och är längre än Australopithecus.
De äldsta stenverktyg som har hittats är från ungefär samma tid, för cirka 2,6 miljoner år sedan i Etiopien.

## Arter
- Homo sapiens
- †Homo antecessor
- †Homo erectus
- †Homo ergaster
- †Homo floresiensis
- †Homo habilis
- †Homo heidelbergensis
- † Homo naledi[4]
- † Neandertalmänniska (Homo neanderthalensis)
- † Rudolfmänniska (Homo rudolfensis)
- † Denisovamänniskan (Denisova hominin)